# Wenyen Gabriel
Wenyen Gabriel (* 26. März 1997 in Khartum) ist ein südsudanesisch-US-amerikanischer Basketballspieler. 2017 nahm er die US-Staatsbürgerschaft an.

## Werdegang
Gabriels Eltern verließen den Süden des Sudan aufgrund des Bürgerkrieges und gingen nach Khartoum. Zwei Wochen nach Gabriels Geburt zog seine Mutter mit ihren Kindern in die ägyptische Hauptstadt Kairo, wo man bei einer Verwandten unterkam. Nach zwei Jahren in Kairo kam die Familie durch die Vermittlung der Vereinten Nationen nach Manchester (US-Bundesstaat New Hampshire).
Gabriel spielte als Schüler Basketball an der Trinity High School in Manchester, später an der Wilbraham & Monson Academy im Bundesstaat Massachusetts. Anfang Oktober 2015 gab er seinen Wechsel an die University of Kentucky bekannt, dort wurde Gabriel Schützling von Trainer John Calipari, der zu diesem Zeitpunkt bereits zahlreichen Spielern zum Sprung in die NBA verholfen hatte. Nach zwei Jahren an der University of Kentucky wechselte Gabriel ins Profigeschäft, blieb zwar beim Draftverfahren der NBA im Sommer 2018 unberücksichtigt, wurde aber kurz darauf von den Sacramento Kings verpflichtet. Bei den Kaliforniern gab er seinen Einstand in der NBA.
In der Liga spielte Gabriel später auch für die Portland Trail Blazers, New Orleans Pelicans, Brooklyn Nets, Los Angeles Clippers, Los Angeles Lakers und Memphis Grizzlies. Bis 2024 bestritt er eine Gesamtzahl von 164 NBA-Spielen und kam nicht über die Stellung als Ergänzungsspieler hinaus. Zwischenzeitlich war er auch in der NBA-G-League beschäftigt.
Im Juli 2024 gab Maccabi Tel Aviv Gabriels Verpflichtung bekannt. Im Dezember 2024 wechselte er zu Panathinaikos Athen. Im Sommer 2025 wurde Gabriel vom FC Bayern München verpflichtet.

### Nationalmannschaft
2023 trat Gabriel mit der Nationalmannschaft des Südsudan bei der Weltmeisterschaft an. Er sicherte sich mit der Auswahl seines Heimatlandes die Teilnahme an den Olympischen Sommerspielen 2024. Bei der Eröffnungsfeier der Spiele war Gabriel der Fahnträger der südsudanesischen Mannschaft. Beim anschließenden olympischen Turnier belegte man den neunten Platz.